# Nuncjatura Apostolska w Izraelu
Nuncjatura Apostolska w Izraelu – misja dyplomatyczna Stolicy Apostolskiej w Państwie Izrael. Siedziba nuncjusza apostolskiego mieści się w Jafie.
Nuncjusz apostolski w Izraelu akredytowany jest również w Republice Cypryjskiej oraz pełni urząd delegata apostolskiego w Jerozolimie i Palestynie.

## Historia
W 1994 papież św. Jan Paweł II utworzył Nuncjaturę Apostolską w Izraelu. Wcześniej państwo to było w kompetencji Delegatury Apostolskiej w Jerozolimie i Palestynie.

## Nuncjusze apostolscy w Izraelu
- Andrea Cordero Lanza di Montezemolo (1994–1998) Włoch
- Pietro Sambi (1998–2005) Włoch
- Antonio Franco (2006–2012) Włoch
- Giuseppe Lazzarotto (2012–2017) Włoch
- Leopoldo Girelli (2017–2021) Włoch
- Adolfo Yllana (od 2021) Filipińczyk